# Helconichia brenesi
Helconichia brenesi är en stekelart som beskrevs av Barbara Sharanowski och Michael J. Sharkey 2007. Helconichia brenesi ingår i släktet Helconichia och familjen bracksteklar. Inga underarter finns listade i Catalogue of Life.